# Henrik Norlén
Johan Henrik Norlén, född 2 september 1970 i Domkyrkoförsamlingen i Karlstad, är en svensk skådespelare.
Han är utbildad på Teaterhögskolan i Stockholm 1998–2002. Inför Guldbaggegalan 2024 nominerades Norlén till en guldbagge i kategorin Bästa manliga biroll för sin insats i Dogborn.

## Filmografi
- 1997 – Skilda världar (TV-serie)
- 1997 – Rederiet (TV-serie)
- 2000 – Moa & Malte
- 2002 – Det brinner! (TV-serie)
- 2002 – Skeppsholmen (TV-serie)
- 2005 – Coachen (TV-serie)
- 2006 – Cuppen
- 2006 – Exit
- 2007 – August (TV-serie)
- 2007 – Kommissarien och havet (TV-serie)
- 2009 – Crushed
- 2009 – Johan Falk – Gruppen för särskilda insatser
- 2009 – Johan Falk – Vapenbröder
- 2009 – Johan Falk – National Target
- 2009 – Johan Falk – Leo Gaut
- 2009 – Johan Falk – Operation Näktergal
- 2009 – Johan Falk – De fredlösa
- 2009 – Morden (TV-serie)
- 2009 – Oskyldigt dömd (TV-serie)
- 2010 – Du sköna
- 2010 – Olycksfågeln
- 2010 – Våra vänners liv (TV-serie)
- 2011 – Gränsen
- 2011 – Juni
- 2011 – Människor helt utan betydelse
- 2011 – Stockholm-Båstad (TV-serie)
- 2011 – Stockholm Östra
- 2012 – De närmaste
- 2012 – Arne Dahl: De största vatten
- 2012 – En gång i Phuket
- 2012 – Johan Falk: Spelets regler
- 2012 – Johan Falk: Kodnamn Lisa
- 2013 – En pilgrims död (TV-serie)
- 2013 – Hotell
- 2013 – Wallander – Saknaden
- 2013 – Återträffen
- 2013 – Fjällbackamorden (TV-serie)
- 2013 – Fröken Frimans krig (TV-serie)
- 2014 – Tjockare än vatten (TV-serie)
- 2014 – Den fjärde mannen (TV-serie)
- 2015 – Modus (TV-serie)
- 2015 – Johan Falk: Blodsdiamanter
- 2015 – Johan Falk: Lockdown
- 2015 – Glada hälsningar från Missångerträsk
- 2015 – Min lilla syster
- 2016 – Beck – Steinar
- 2016 – Maria Wern – Smutsiga avsikter
- 2016 – Syrror (TV-serie)
- 2017–2022 – Sommaren med släkten (TV-serie)
- 2017 – Syrror (TV-serie)
- 2017 – Modus (TV-serie)
- 2018 – Den döende detektiven (TV-serie)
- 2018 – Systrar 1968 (TV-serie)
- 2018 – Innan vintern kommer
- 2019 – Midsommar
- 2020 – Tsunami (TV-serie)
- 2020 – The Evil Next Door
- 2020 – Andra sidan
- 2021 – Eva & Adam
- 2021 – Den osannolika mördaren (TV-serie)
- 2022 – Dogborn
- 2023 – Morden i Sandhamn (TV-serie)
- 2024 – Slutet på sommaren (TV-serie)
- 2024 – Allt och Eva (TV-serie)
- 2024 – I dina händer (TV-serie)
- 2024 – Det är något som inte stämmer
- 2025 – Vi på Saltkråkan (TV-serie)
- 2025 – Åremorden (TV-serie)

## Teater

### Roller (ej komplett)
| År   | Roll                                                                          | Produktion                                                                     | Regi                 | Teater                                      |
| ---- | ----------------------------------------------------------------------------- | ------------------------------------------------------------------------------ | -------------------- | ------------------------------------------- |
| 2000 | Petrucchio                                                                    | Att tukta en argbigga (The Taming of the Shrew) William Shakespeare            | Pontus Plaenge       | Shakespeare på Gräsgården                   |
| 2001 | Kökspiga Dante Citronen Bagarlärling                                          | Sotarpojken (Die schwarzen Brüder) Lisa Tetzner                                | Johan Huldt          | Stockholms stadsteater                      |
| 2001 | Emil Sjukskötaren Jacko                                                       | Piaf Pam Gems                                                                  | Benny Fredriksson    | Stockholms stadsteater                      |
| 2003 | Tomas                                                                         | Frossa My Bodell                                                               | My Bodell            | Teater Giljotin                             |
| 2003 | Eilif Fänriken Ung soldat 1                                                   | Courage och hennes barn (Mutter Courage und ihre Kinder) Bertolt Brecht        | Anders Paulin        | Dramaten                                    |
| 2006 | Batse                                                                         | Natten sjunger sina sånger (Natta syng sine songar) Jon Fosse                  | Kjersti Horn         | Stockholms stadsteater                      |
| 2006 | Mats Moen Trollsonen Master Cotton Fellahen Passageraren Troll Knappestöparen | Peer Gynt Henrik Ibsen                                                         | Leif Stinnerbom      | Västanå Teater                              |
| 2006 |                                                                               | Rikard III (The Life and Death of King Richard the Third) William Shakespeare  | Linus Fellbom        | Riksteatern                                 |
| 2007 | Ålin Getabocken                                                               | En herrgårdssägen Selma Lagerlöv                                               | Leif Stinnerbom      | Västanå Teater                              |
| 2009 | Ilmarinen                                                                     | Kalevala Elias Lönnrot                                                         | Leif Stinnerbom      | Västanå Teater                              |
| 2009 | Björn, lärare                                                                 | Lärare för livet Sofia Fredén                                                  | Måns Lagerlöf        | Stockholms stadsteater                      |
| 2010 | Orsino                                                                        | Trettondagsafton (Twelfth Night, or What You Will) William Shakespeare         | Susan Taslimi        | Stockholms stadsteater                      |
| 2011 | Levin                                                                         | Anna Karenina (Анна Каренина) Lev Tolstoj                                      | Kjersti Horn         | Stockholms stadsteater                      |
| 2011 | Viktor                                                                        | Blev det inte mer än så här Jonna Nordenskiöld                                 | Jonna Nordenskiöld   | Stockholms stadsteater                      |
| 2012 | Medverkande                                                                   | Människor i månsken                                                            | Birgitta Egerbladh   | Stockholms stadsteater                      |
| 2013 | Jasja                                                                         | Körsbärsträdgården (Вишнёвый сад, Visjnjovyj sad) Anton Tjechov                | Eirik Stubø          | Stockholms stadsteater                      |
| 2017 | Nick                                                                          | Vem är rädd för Virginia Woolf? (Who's Afraid of Virginia Woolf?) Edward Albee | Thommy Berggren      | Kulturhuset Stadsteatern                    |
| 2019 | Gennaro Carracci                                                              | Min fantastiska väninna (L'Amica geniale) Elena Ferrante                       | Maria Sid            | Kulturhuset Stadsteatern/ Årsta Folkets hus |
| 2019 | Ezekiel Cheever                                                               | Häxjakten (The Crucible) Arthur Miller                                         | Alexander Mørk-Eidem | Kulturhuset Stadsteatern/ Dramaten          |
| 2021 | Jack Manningham                                                               | Gasljus (Gaslight) Patrick Hamilton                                            | Melody Parker        | Kulturhuset Stadsteatern                    |
| 2021 | Harald                                                                        | Tiden är vårt hem Lars Norén                                                   | Eirik Stubø          | Kulturhuset Stadsteatern                    |
| 2022 | Jack Manningham                                                               | Gasljus (Gaslight) Patrick Hamilton                                            | Melody Parker        | Kulturhuset Stadsteatern                    |
| 2022 | Lush                                                                          | Drivhuset (The Hothouse) Harold Pinter                                         | Stefan Metz          | Kulturhuset Stadsteatern                    |
| 2022 | Theo                                                                          | Jakten (Jagten) Thomas Vinterberg och Tobias Lindholm                          | Eirik Stubø          | Kulturhuset Stadsteatern                    |
| 2023 | Harald                                                                        | Tiden är vårt hem Lars Norén                                                   | Eirik Stubø          | Kulturhuset Stadsteatern                    |
| 2023 | Stefano Caracci m.fl.                                                         | Min fantastiska väninna (L'amica geniale) Elena Ferrante                       | Maria Sid            | Kulturhuset Stadsteatern                    |
| 2024 | Andrej Prozorov                                                               | Tre systrar (Три сeстры, Tri sestry) Anton Tjechov                             | Eirik Stubø          | Kulturhuset Stadsteatern                    |